# Johanna Korhonen
Pour les articles homonymes, voir Korhonen.
Johanna Korhonen, née le 29 juin 1968 à Oulu (Finlande), est une journaliste finlandaise. 

## Biographie
Rédactrice en chef du bimensuel Journalisti (fi), elle est en octobre 2008 au centre d'une polémique touchant le groupe finlandais Alma Media. Rédactrice en chef éphémère du Lapin Kansa, elle aurait été licenciée pour son homosexualité. De son côté, le groupe Alma Media motive le licenciement par un « manque de confiance » et pour le fait qu'elle ait caché que son épouse se présentait aux municipales. Mais selon la journaliste, il s’agit d’une discrimination basée sur son union civile conclue avec une femme.
Les spécialistes du droit du travail notent que la législation distingue la vie professionnelle de la vie privée, ce qui vaut tant pour les orientations politiques que les orientations sexuelles. La candidature électorale de l’épouse n’est donc pas plus une raison acceptable de licenciement.
Les réactions à l'affaire sont nombreuses y compris dans la classe politique. Tandis que la présidente finlandaise Tarja Halonen se dit « choquée », Pekka Haavisto, député de la Ligue verte et le ministre de la culture, Stefan Wallin, parle d'une question importante du point de vue des droits de l'homme.
Johanna Korhonen relève qu’Alma Media lui a proposé l’équivalent de 100 000 euros afin de régler la situation, mais elle a préféré se garder le droit d’en parler et porter l’affaire en justice.
L'affaire est jugée par l'Office de protection du Travail finlandais. Début février 2009, L'Office (équivalent des prud'hommes) déclare le groupe de presse coupable de discrimination. Aucun autre fondement sérieux à son licenciement n'avait pu être trouvé. Le groupe Alma Media a été condamné à verser 230 000 euros à Johanna Korhonen.[réf. nécessaire]